# Krescencie Zmrzlíková ze Svojšína
Krescencie Zmrzlíková ze Svojšína (15. století? – po roce 1504?) byla česká šlechtična z rodu Krajířů z Krajku, jenž se díky sňatku stala členkou rodu Zmrzlíků ze Svojšína, uváděná sídlem na hradě Orlík. Byla členkou a podporovatelkou tehdy nově se tvořící Jednoty bratrské. Díky jí podepsané písemné obhajobě práv českých bratří před kališnickým kněžím Janem Bechyňkou z roku 1504 bývá považována za jednu z prvních česky píšících autorek v historii české literatury.

## Život

### Mládí
Pocházela ze starého šlechtického rodu Krajířů z Krajku, původem pocházejících ze Slovinska. Narodila se ve druhé polovině 15. století. Byla provdána za Jaroslava Zmrzlíka ze Svojšína, držitele hradu Orlík na jihu Čech. Manžel je roku 1457 uváděn s bratry jako držitel Orlíku a Březnice, posléze pak sídlem na Kostelci, roku 1466 pak sídlem na Orlíku, roku1488 jako majitel panství Lnáře. Zemřel okolo roku 1496, roku 1501 je jako držitel hradu uváděn již jejich syn Václav III. Zmrzlík ze Svojšína.

### Obhajoba Jednoty bratrské
Krescencie byla členkou a podporovatelkou evangelické Jednoty bratrské. Je podepsána pod listem, který je odpovědí na dopis kališnického kněze Jana Bechyňky, kterým se snažil Zmrzlíkovou od českobratrského pojetí víry odvrátit. Text psaný v češtině obsahoval strukturovanou obhajobu českobratské církve, mj. prostřednictvím řady přirovnání. V dopise se obracela též na českého krále Vladislava Jagellonského. 
Patřila mezi několik českých šlechtičen (Marta z Boskovic, Anna z Ostrovice a na Pecce ad.) které písemně hájily českobratrské postoje. Již v létě 1508 ovšem došlo k výnosu tzv. Svatojakubského mandátu, který omezoval práva českých bratří ku svobodnému vyznávání své víry.

### Úmrtí
Po roce 1504 nejsou o Krescencii Zmrzlíkové téměř žádné zprávy.  

## Dílo
List zaslaný Bechyňkovi patří mezi první české texty psané ženou, které nemají pouze úřední podobu. O jejím autorství dopisu existují jisté pochybnosti a je možné, že jeho autorem je některý z českých bratří, list je každopádně Krescencií podepsán.  
Její osobnost zmiňuje Jan Blahoslav ve svém díle o historii Jednoty Bratrské. Zmiňuje jí mj. též spisovatelka Teréza Nováková ve svém díle o historii významných českých žen Slavín žen českých z roku 1894, kde odkazuje k osobnímu zabarvení textu dopisu a příklání se na základě něj k připsání autorství Zmrzlíkové.